# Wirtsvolk
Wirtsvolk ist ein in der Biologie verwendeter Begriff, der insbesondere zur Kennzeichnung von Ameisen- und Bienenvölkern verwendet wird, die von Parasiten befallen sind.

## Antisemitische Verwendung
In der zweiten Hälfte des 19. und ersten Hälfte des 20. Jahrhunderts wurde der Begriff im Biologismus und essentialistisch begründeten Sozialdarwinismus unter einem antisemitischen Vorzeichen als politisches Schlagwort verwendet. In der Zeit des Nationalsozialismus wurde das Wort in einen rassistisch fundierten Dualismus zwischen „Ariern“ und „Juden“ eingewoben, wobei das schillernde Bild des „jüdischen Parasiten“ mit der naturhaften Wirklichkeit identifiziert wurde. Eingearbeitet wurde das Wort dabei auch in eine Metaphorik von „Blut“ und „Lebenssaft“ des „Volkes“, auf das es Juden als personifizierte „Vampire“ abgesehen hätten.
Die antisemitische Idee des Wirtsvolks ist auf das Engste mit der Vorstellung von einem „Volkskörper“ verbunden, wobei sich diese Vorstellung seit dem abendländischen Mittelalter im Rahmen von Säkularisierungsprozessen zusammen mit einer christlich-religiös gedeuteten Blutmetaphorik herausgebildet hat. In einem Aufsatz von Martin Luther aus dem Jahre 1543 ist zu lesen, dass die Italiener dem Hauswirt „Küche, Keller, Kasten und Beutel“ einnehmen würden – und er ergänzte: „Ebenso tun uns die Juden, unsere Gäste, auch; wir sind ihre Hauswirte.“
Popularisiert wurde die Rede vom Wirtsvolk indessen in den 1880er Jahren von Heinrich von Treitschke, Eduard von Hartmann sowie Eugen Dühring.
In der Zeit der Weimarer Republik spielte die Idee eines Wirtsvolks in der nationalsozialistischen Propaganda eine bedeutsame Rolle. 1924 griff Adolf Hitler in seinem Werk Mein Kampf zur Veranschaulichung seiner Rassentheorie auf einen ganzen Katalog von Begriffen aus der Biologie und Medizin zurück, um diese in bösartige politische Metaphern zu überführen. Dabei reihte sich ebenso die Metapher des Wirtsvolks in sein verwendetes Vokabular ein. Gleichsam das tradiert antisemitische Bild vom ewigen Juden aufnehmend schrieb Hitler:
„Er ist und bleibt der ewige Parasit, ein Schmarotzer, der wie ein schädlicher Bazillus sich immer mehr ausbreitet, sowie nur ein günstiger Nährboden dazu einlädt. Die Wirkung seines Daseins aber gleicht ebenfalls der von Schmarotzern: wo er auftritt, stirbt das Wirtsvolk nach kürzerer oder längerer Zeit ab.“
Zwischen 1929 und 1931 veröffentlichte Ulrich Fleischhauer, ehemaliger Oberstleutnant der „Kaiserlichen Armee“, einer der Hauptpropagandisten der ab 1923 vom NSDAP-Chefideologen Alfred Rosenberg publizierten Protokolle der Weisen von Zion und Herausgeber der international verbreiteten Zeitschrift Welt-Dienst, vier von geplanten sechs großvolumigen Bänden seines programmatischen Nachschlagewerks „Sigilla Veri“. Der Inhalt dieser Bände, die gemäß dem ersten Band als „Grundlage für die Wissenschaft der Gegenrasse“ gedacht waren, war laut den Autoren eine „Judäologie“, worunter sie die „Kunde von den Tricks, Täuschungen und Verstellungen, womit sich der Jude in die Wirtsvölker bohrt“, verstanden.
Der Publizist Karl Anton Rohan, der seit Ende 1931 auf eine Verbindung zwischen Katholizismus und Nationalsozialismus hoffte, legte sich seitdem auf einen biologischen Antisemitismus fest, wobei er 1932 in der Zeitschrift Europäische Revue zugleich die Assimilationsthematik ins Blickfeld nahm. Rohan schrieb:
„Politisch wird die Judenfrage im antisemitischen Sinne immer nur dort und dann, wenn das Wirtsvolk sich von dem ‚Fremden‘, ‚Anderen‘ im ‚Jüdischen‘ bedrängt fühlt; sei es, daß zu viele und zu wenig assimillierte Juden vorhanden sind, sei es, daß sie zu großen Einfluß auf die öffentlichen Geschäfte und die Wirtschaft nehmen oder im Geistesleben eine für das Wirtsvolk unerträglich bedeutende Rolle spielen.“
In dem NS-Propagandafilm Der ewige Jude, der während des Zweiten Weltkriegs anlief, wurde das antisemitische Bild der Zersetzung auf die Spitze getrieben. So hieß es in dem Begleitwort:
„Immer dort, wo sich an einem Volkskörper eine Wunde zeigt, setzen sie sich fest und ziehen aus dem zerfallenden Organismus ihre Nahrung. Mit den Krankheiten der Völker machen sie ihre Geschäfte und darum sind sie bestrebt, Krankheitszustände zu vertiefen und zu verewigen. (…) Darin liegt die ungeheure Gefahr. Denn auch diese assimilierten Juden bleiben immer Fremdkörper im Organismus des Gastvolkes, so sehr sie ihm äußerlich ähnlich sehen mögen.“
Noch im selben Jahr, 1943, griff auch der Schriftsteller Wilhelm Arp die Assimilationsthematik auf, benutzte das politische Symbol „Assimilationsjude“ und brachte es ebenfalls in einen Zusammenhang mit dem Bild vom Wirtsvolk.

## Science-Fiction-Literatur
In der zweiten Hälfte des 20. Jahrhunderts wurde das Wort in der Science-Fiction-Literatur ebenso in einen Zusammenhang mit dem Schreckensbild eines Mutanten gebracht, der sich ohne Verlust des eigenen Wesens äußerlich einem Wirtsvolk „anverwandelt“ und dieses „zersetzt“.